# Pietro Monni-Serra
Pietro Giovanni Maria Monni Serra, noto anche come Pietrino Monni-Serra (in sardo Pietrinu) o semplicemente come Pietro Monni (Orune, 20 luglio 1852 – Orune, 19 marzo 1922), è stato un politico, poeta e oratore italiano, uomo carismatico dotato di grande intelligenza, determinante nel tardo Ottocento nel portare un equilibrio sociopolitico ed economico, in un territorio quale quello barbaricino (Sardegna).

## Biografia
Nacque a Orune, in Sardegna, nel 1852; quarto di undici fratelli, nacque in una famiglia benestante. Suo padre si chiamava Giovanni Antonio Monni, sua madre Maria Giuseppa Serra, meglio nota come Manna 'e Serra (in lingua sarda “la madre di Serra”), entrambi originari di Orune.

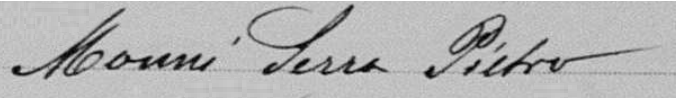
Firma Monni Serra Pietro

Pietro già in giovane età dimostra una grande intelligenza e cultura, spiccando per fama tra i suoi fratelli, dopo aver conseguito la maturità classica a Sassari, si trasferì a Torino per frequentare la facoltà di Giurisprudenza, non si sa ancora bene per quale motivo scelse Torino, si presume che questa scelta fosse stata presa in seguito ad una grave vicenda giudiziaria che aveva visto coinvolta la madre, a suo tempo accusata di essere stata assieme al fratello Nicolò la mandante dell’omicidio del Rettore Satta-Musio, un sacerdote di Orune, il quale venne assassinato a colpi di fucile e a coltellate nel lontano 1873. Ella peraltro, alla fine del processo celebrato a Torino, venne scagionata da ogni accusa ed assolta con ampia formula.
Dopo alcuni anni di soggiorno a Torino, Pietrino Monni-Serra fece rientro a Orune, avendo intuito problemi che stavano colpendo la sua terra, decide di impegnarsi in politica, ricoprendo varie cariche comunali e divenendone poi anche Sindaco. Egli fu un grande cultore delle lingue antiche (latino e greco), tant’è che ha lasciato una serie di traduzioni in sardo di preghiere e di poesie.
Nel 1884, all'età di 31 anni, sposa una giovane donna di nome Eugenia Bitti, proveniente da una famiglia benestante di Nule, con la quale avrà molti figli: Giovanna Antonia, Ettore, Annibale Sisinnio, Attilio, Giuseppe, Giovanni, Artura Francesca, Teresa Caterina, Grazia, Maria e Carmela.
Durante la sua vita Pietro si fece promotore di molteplici attività socio-economiche per risollevare una zona che in quel periodo era colpita da una forte ondata di miseria e violenza.
Celebri sono i suoi discorsi che invocano innovazione e istruzione, per le sue genti, tra questi: il discorso per l'inaugurazione dell'acquedotto di Orune (22 giugno 1884) e il discorso pronunziato per le Paci di San Giovanni tra Bitti e Orune, durante le quali, come capo famiglia, si impegna con il suo nome a fare da garante per tutta la sua famiglia e la famiglia della moglie, cosa oggi impensabile.

## Sos de Brianna
Pietro Monni-Serra nasce in una famiglia molto nota nel paese di Orune, che all'epoca era una fiorente cittadina della Barbagia, infatti sua madre Maria Giuseppa Serra, meglio nota come Manna 'e Serra, faceva parte di una stirpe chiamata Sos de Brianna, che aveva e porta ancora oggi un'aura di mistero.
L’eponimo è colui dal quale prende il nome un luogo, una città, una gente. Può essere una divinità, un eroe, un personaggio della fantasia o del mito. Luoghi, chiese, fiumi, laghi portano il nome di una persona, intere branche dell’umanità hanno attinto ai nomi della Bibbia e della mitologia per identificarsi. Spesso ad assolvere a questo compito è anche un soprannome, come se questo ulteriore attributo aggiunga importanza a chi lo porta.
Se questo avviene è certamente perché il soggetto di cui si riporta il nome ha compiuto gesta o atti tali da essere diventato un simbolo, o magari è stata la sua bellezza o il suo sacrificio o un semplice aneddoto a farlo passare alla storia. Ma anche qui, siamo costretti a constatare che questo può accadere anche quando il personaggio non ha lasciato alcuna particolare notizia di sé, ma ha invece utilizzato l’elemento più efficace di comunicazione: il mistero.
Ed è proprio un mistero quello che sta dietro la figura di un nome di donna orunese, attraverso il quale si individua un vasto e storicamente significativo parentado: Brianna.
Con il termine Sos de Brianna vengono identificate un gruppo di famiglie la cui storia parte da questo nome misterioso e prosegue nel racconto orale e infine nelle prove documentali e piano piano prende forma di vera e propria saga che almeno per le vicende conosciute proviamo a raccontare.
Dentro questo racconto si sono mossi spiriti devoti e spiriti ribelli, in lotta tra loro e con se stessi. Legge terrena e legge spirituale sembrano alternarsi, sovrapporsi, respingersi e attrarsi. In questa storia ci sono con i loro strumenti e le loro armi gli uomini, ai quali si affiancano o si contrappongono donne con i loro cuori e la loro tenacia; quelle donne di cui parla Grazia Deledda, quelle che per fare la storia non hanno bisogno degli uomini, non li subiscono, ma gli concedono solo di esserne partecipi. 
Oltre Manna 'e Serra e Pietro Monni-Serra tra i discendenti di Sos de Brianna spiccano medici, avvocati, magistrati, artisti e politici. Tra questi di particolare risalto troviamo Don Giovanni Antonio Chessa (fondatore della prima scuola femminile in Sardegna), Rettore e Teologo Serafino Monni (Rettore di Dorgali per 25 anni), Pietro Monni (assessore alla Regione Sardegna), Antonio Monni (noto avvocato di Nuoro), Gian Vincenzo Monni (artista contemporaneo, fondatore del Razionalismo Estetico), Ettore Angioni (magistrato) e tanti altri.

## Discorsi

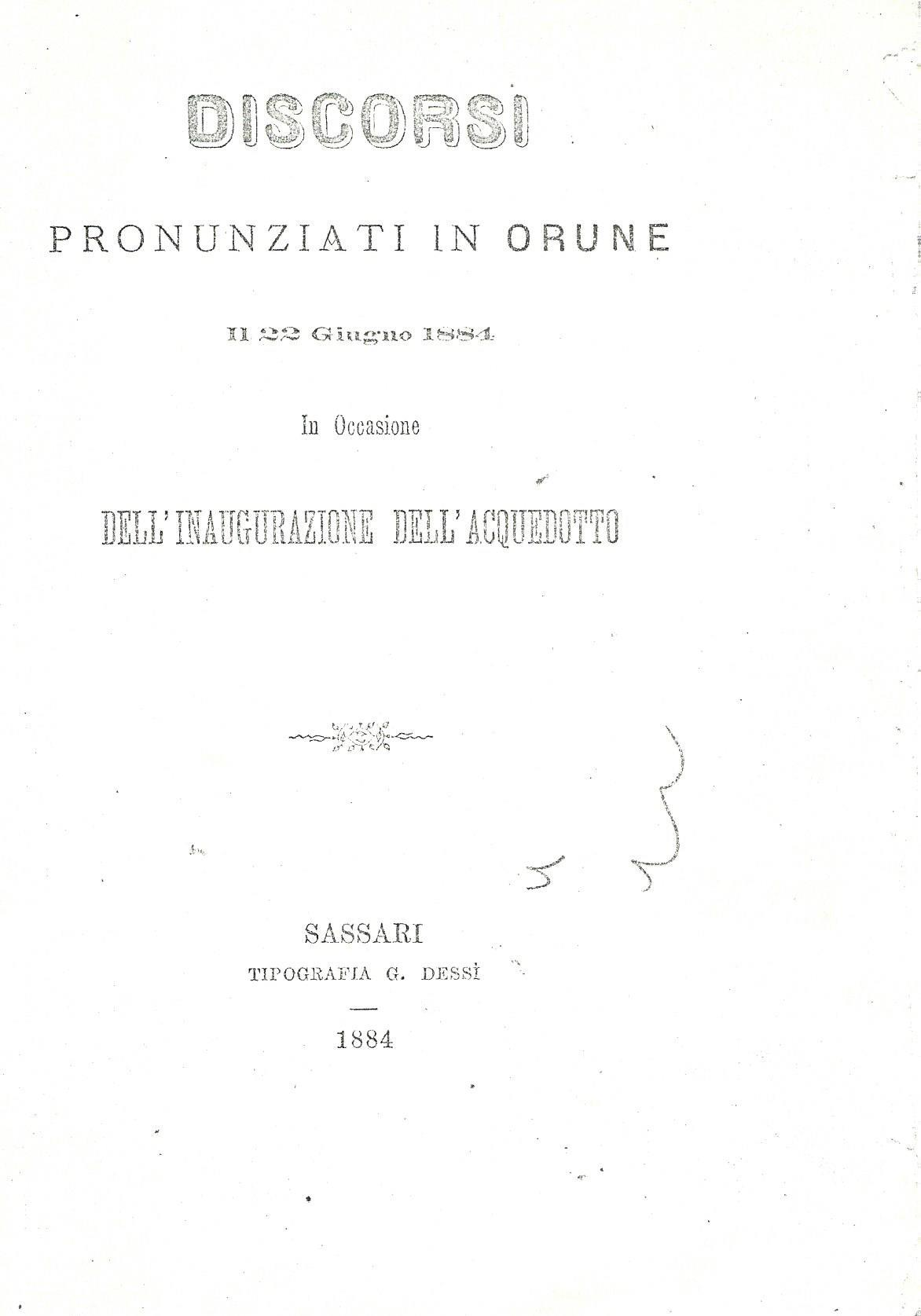
Discorsi pronunziati in Orune in occasione dell'innaugurazione dell'acquedotto 1884

Pietro Monni-Serra è celebre per i suoi numerosi discorsi che incitavano al cambiamento, al progresso, e alla cultura.
I suoi discorsi hanno incorniciato al meglio il periodo storico in cui si trovava quella terra.
Gli ideali ispiratrici erano la pace e la lotta alla corruzione ma soprattutto erano una lode alla cultura e all'importanza dell'istruzione.
<< Voi camminaste nelle tenebre. La luce del secolo vi acciecò: rientrate nel sepolcro! Lasciate dunque che noi giovani ci stringiamo le destre in un sacro amplesso d’amore e di pace, e miriamo concordi e un altissimo e nobile scopo, il lavoro.>>
<< Lasciate che noi possiamo utilizzare a prò dei nostri figliuoli quelle ricchezze che voi non avete sputo apprezzare, e che queste nude e sterili rocce verdeggino un giorno di rigogliosi pampini e fecondi ovili. – Che i poveri giovani educati a nostre spese c’insegnino come fabbricare il burro e il formaggio, come migliorare le razze del nostro bestiame, preccipua fonte di frutta ricchezza dell’isola nostra, nel mentre che altri forniti d’intelligenza e di perseveranza nelle pubbliche scuole, saranno incoraggiati a conseguire onorate posizioni, e rendere lustro e gloria ad un paese finora disprezzato e vilipeso.>>
<<Vecchi morituri, lasciate che unanimi facciano la guerra aperta al ladro, allo spergiuro, al falsario, difendendo la nostra proprietà, il nostro onore, la nostra libertà, e siamo securi che se qualcuno di voi sopravvive parecchio, dal suo letto di morte benedirà di cuore i figliuoli del popolo fino alle lontane generazioni.>>
Oltre a questo discorso Pietro Monni-Serra comunica una situazione difficile in cui si trovavano quelle terre, questi discorsi oggi sono uno sguardo al passato, ma con un contenuto di modernità che li rendono ancora oggi dopo tanto tempo molto attuali.

## Morte

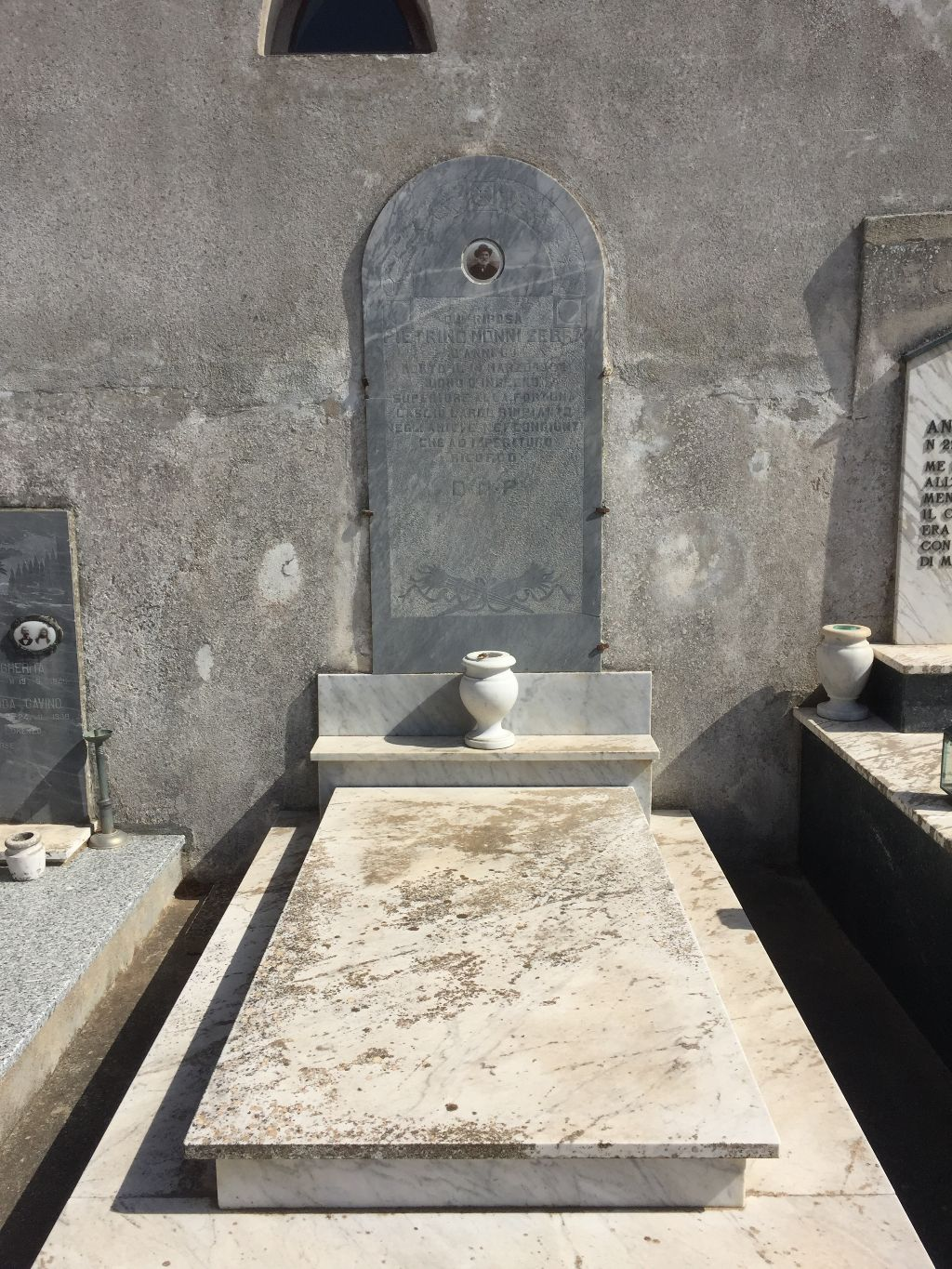
Tomba di Pietrino Monni-Serra

Pietro Monni-Serra muore il 19 marzo 1922, all'età di 69 anni a Orune, i funerali furono solenni e gli riservarono una posizione di massima importanza nel cimitero di Orune.
Ancora oggi si legge l'epitaffio scritto dall'avvocato Pietro Mastino, inciso sulla sua lapide:
"Uomo di ingegno superiore alla fortuna, lasciò largo rimpianto negli amici e nei congiunti che ad imperituro ricordo D.M.P."